# Steinbach (Ortsname)
Steinbach ist der Name folgender geographischer Objekte:

## Gemeinden

### In Deutschland
- Steinbach am Wald, Gemeinde im Landkreis Kronach, Bayern
- Steinbach am Donnersberg, Ortsgemeinde der Verbandsgemeinde Winnweiler im Donnersbergkreis, Rheinland-Pfalz
- Steinbach am Glan, Ortsgemeinde der Verbandsgemeinde Glan-Münchweiler im Landkreis Kusel, Rheinland-Pfalz
- Steinbach (Hunsrück), Ortsgemeinde der Verbandsgemeinde Rheinböllen im Rhein-Hunsrück-Kreis, Rheinland-Pfalz
- Steinbach (Eichsfeld), Gemeinde in der Verwaltungsgemeinschaft Leinetal im Landkreis Eichsfeld, Thüringen
- Steinbach (Taunus), Stadt im Hochtaunuskreis, Hessen
- Steinbach, historischer Name der heutigen Gemeinde Bad Heilbrunn, Landkreis Bad Tölz-Wolfratshausen, Bayern
- Steinbach-Hallenberg, Stadt im Landkreis Schmalkalden-Meiningen, Thüringen

### In Österreich
- Steinbach am Attersee, Gemeinde im Bezirk Vöcklabruck, Oberösterreich
- Steinbach an der Steyr, Gemeinde im Bezirk Kirchdorf, Oberösterreich
- Steinbach am Ziehberg, Gemeinde im Bezirk Kirchdorf, Oberösterreich

### In Frankreich
- Steinbach (Haut-Rhin), Gemeinde im Oberelsass, Frankreich

### In Kanada
- Steinbach (Manitoba), Stadt in Kanada

## Ortsteile

### In Deutschland
in Baden-Württemberg:
- Steinbach (Albbruck), Weiler im Ortsteil Bruck der Gemeinde Albbruck im Landkreis Waldshut
- Steinbach (Backnang), Ort im zentralen Stadtteil von Backnang im Rems-Murr-Kreis
- Steinbach (Baden-Baden), Stadtteil von Baden-Baden
- Steinbach an der Jagst, Weiler im Ortsteil Honhardt der Gemeinde Frankenhardt im Landkreis Schwäbisch Hall
- Steinbach (Külsheim), Stadtteil und Dorf von Külsheim im Main-Tauber-Kreis
- Steinbach (Künzelsau), Stadtteil von Künzelsau im Hohenlohekreis
- Steinbach (Mudau), Ortsteil und Dorf der Gemeinde Mudau im Neckar-Odenwald-Kreis
- Steinbach (Neckarzimmern), Weiler der Gemeinde Neckarzimmern im Neckar-Odenwald-Kreis
- Steinbach (Rudersberg), Weiler im zentralen Gemeindeteil von Rudersberg im Rems-Murr-Kreis
- Hof Steinbach, Weiler im Stadtteil Dittigheim von Tauberbischofsheim im Main-Tauber-Kreis
- Steinbach (Schwäbisch Hall), Stadtteil von Schwäbisch Hall im Landkreis Schwäbisch Hall
- Steinbach (Seelbach), Dorf im zentralen Gemeindeteil von Seelbach (Schutter) im Ortenaukreis
- Auf dem Steinbach, Einzelhof der Gemeinde St. Märgen im Landkreis Breisgau-Hochschwarzwald
- Steinbach am Wald (Stimpfach), Weiler im Ortsteil Weipertshofen der Gemeinde Stimpfach im Landkreis Schwäbisch Hall
- Steinbach (Wernau), Stadtteil und Dorf von Wernau im Landkreis Esslingen

in Bayern:
- Steinbach (Altertheim), Ortsteil der Gemeinde Altertheim, Landkreis Würzburg
- Steinbach (Baierbach), Ortsteil der Gemeinde Baierbach, Landkreis Landshut
- Steinbach (Bernau am Chiemsee), Ortsteil der Gemeinde Bernau am Chiemsee, Landkreis Rosenheim
- Steinbach (Breitenbrunn), Ortsteil der Gemeinde Breitenbrunn (Schwaben), Landkreis Unterallgäu
- Steinbach (Burgthann), Ortsteil der Gemeinde Burgthann, Landkreis Nürnberger Land
- Steinbach (Cadolzburg), Ortsteil des Marktes Cadolzburg, Landkreis Fürth
- Steinbach (Ebelsbach), Ortsteil der Gemeinde Ebelsbach, Landkreis Haßberge
- Steinbach (Erbendorf), Ortsteil der Stadt Erbendorf, Landkreis Tirschenreuth
- Steinbach (Feuchtwangen), Ortsteil der Stadt Feuchtwangen, Landkreis Ansbach
- Steinbach (Gars am Inn), Ortsteil des Marktes Gars am Inn, Landkreis Mühldorf am Inn
- Steinbach bei Geroldsgrün, Ortsteil der Gemeinde Geroldsgrün, Landkreis Hof
- Steinbach (Herrieden), Ortsteil der Stadt Herrieden, Landkreis Ansbach
- Steinbach (Herzogenaurach), Ortsteil der Stadt Herzogenaurach, Landkreis Erlangen-Höchstadt
- Steinbach (Iffeldorf), Ortsteil der Gemeinde Iffeldorf, Landkreis Weilheim-Schongau
- Steinbach (Johannesberg), Ortsteil der Gemeinde Johannesberg, Landkreis Aschaffenburg
- Steinbach (Kleinsendelbach), Ortsteil der Gemeinde Kleinsendelbach, Landkreis Forchheim
- Steinbach (Laufen), Ortsteil der Gemeinde Laufen (Salzach), Landkreis Berchtesgadener Land
- Maria Steinbach, Ortsteil des Marktes Legau, Landkreis Unterallgäu (bis 1954 Steinbach)
- Steinbach (Lenggries), Ortsteil der Gemeinde Lenggries, Landkreis Bad Tölz-Wolfratshausen
- Steinbach an der Haide, Ortsteil der Stadt Ludwigsstadt, Landkreis Kronach
- Steinbach (Lohr am Main), Ortsteil der Stadt Lohr am Main, Landkreis Main-Spessart
- Steinbach (Mainburg), Ortsteil der Stadt Mainburg, Landkreis Kelheim
- Steinbach (Marktleugast), Ortsteil des Marktes Marktleugast, Landkreis Kulmbach
- Steinbach (Mengkofen), Ortsteil der Gemeinde Mengkofen, Landkreis Dingolfing-Landau
- Steinbach (Moorenweis), Ortsteil der Gemeinde Moorenweis, Landkreis Fürstenfeldbruck
- Steinbach (Neukirchen bei Sulzbach-Rosenberg), Ortsteil der Gemeinde Neukirchen bei Sulzbach-Rosenberg, Landkreis Amberg-Sulzbach
- Steinbach (Ortenburg), Ortsteil des Marktes Ortenburg, Landkreis Passau
- Steinbach (Perach), Ortsteil der Gemeinde Perach, Landkreis Altötting
- Steinbach (Petersaurach), Ortsteil der Gemeinde Petersaurach, Landkreis Ansbach
- Steinbach (Pleystein), Ortsteil der Stadt Pleystein, Landkreis Neustadt an der Waldnaab
- Steinbach (Rothenburg ob der Tauber), Ortsteil der Stadt Rothenburg ob der Tauber, Landkreis Ansbach
- Steinbach (Rottenburg an der Laaber), Ortsteil der Stadt Rottenburg an der Laaber, Landkreis Landshut
- Steinbach (Sachsen bei Ansbach), Ortsteil der Gemeinde Sachsen b.Ansbach, Landkreis Ansbach
- Steinbach (Sankt Wolfgang), Ortsteil der Gemeinde Sankt Wolfgang, Landkreis Erding
- Steinbach an der Holzecke, Ortsteil der Gemeinde Schnelldorf, Landkreis Ansbach
- Steinbach (Stötten am Auerberg), Ortsteil der Gemeinde Stötten am Auerberg, Landkreis Ostallgäu
- Steinbach (Tann), Ortsteil der Gemeinde Tann, Landkreis Rottal-Inn
- Steinbach (Trautskirchen), Ortsteil der Gemeinde Trautskirchen, Landkreis Ansbach
- Steinbach (Triftern), Ortsteil des Marktes Triftern, Landkreis Rottal-Inn
- Steinbach (Wackersberg), Ortsteil der Gemeinde Wackersberg, Landkreis Bad Tölz-Wolfratshausen
- Steinbach (Wald), Ortsteil der Gemeinde Wald, Landkreis Cham
- Steinbach (Wurmannsquick), Ortsteil des Marktes Wurmannsquick, Landkreis Rottal-Inn

in Hessen:
- Steinbach (Burghaun), Ortsteil von Burghaun im Landkreis Fulda
- Steinbach (Fernwald), Ortsteil der Gemeinde Fernwald im Landkreis Gießen
- Steinbach (Fürth im Odenwald), Ortsteil von Fürth (Odenwald) im Landkreis Bergstraße
- Steinbach (Hadamar), Stadtteil von Hadamar im Landkreis Limburg-Weilburg
- Steinbach (Haiger), Stadtteil von Haiger im Lahn-Dill-Kreis
- Steinbach (Michelstadt), Stadtteil von Michelstadt im Odenwaldkreis

in Nordrhein-Westfalen:
- Steinbach (Bad Laasphe), Ortsteil der Stadt Bad Laasphe im Kreis Siegen-Wittgenstein
- Steinbach (Bad Berleburg), Ortsteil von Bad Berleburg im Kreis Siegen-Wittgenstein
- Steinbach (Halver), Ortsteil der Stadt Halver im Märkischen Kreis
- Steinbach (Heimbach), Siedlungsplatz der Stadt Heimbach im Kreis Düren an der Stauanlage Heimbach

im Saarland:
- Steinbach (Lebach), Ortsteil der Stadt Lebach im Landkreis Saarlouis
- Steinbach (Ottweiler), Ortsteil der Stadt Ottweiler im Landkreis Neunkirchen

in Sachsen:
- Steinbach (Bad Lausick), Stadtteil von Bad Lausick im Landkreis Leipzig
- Steinbach (Dresden), Ortsteil von Gompitz in der Stadt Dresden
- Steinbach (Jöhstadt), Stadtteil von Jöhstadt im Erzgebirgskreis
- Steinbach (Johanngeorgenstadt), Stadtteil von Johanngeorgenstadt im Erzgebirgskreis
- Steinbach (Moritzburg), Ortsteil der Gemeinde Moritzburg (Sachsen) im Landkreis Meißen
- Steinbach (Penig), Ortslage im Ortsteil Niedersteinbach der Stadt Penig im Landkreis Mittelsachsen
- Steinbach (Reinsberg), Ortsteil der Gemeinde Reinsberg im Landkreis Mittelsachsen
- Steinbach (Rothenburg/O.L.), Ortsteil der Stadt Rothenburg/Oberlausitz im Landkreis Görlitz

in Sachsen-Anhalt:
- Steinbach (Burgenlandkreis), Ortsteil der Stadt Bad Bibra im Burgenlandkreis

in Thüringen:
- Steinbach (Bad Liebenstein), Ortsteil der Stadt Bad Liebenstein im Wartburgkreis
- Steinbach (Steinbach-Hallenberg), Stadtteil der Stadt Steinbach-Hallenberg im Landkreis Schmalkalden-Meiningen
- Steinbach (Schleusegrund), Ortsteil der Gemeinde Schleusegrund im Landkreis Hildburghausen
- Steinbach (Sonneberg), Ortsteil der Kreisstadt Sonneberg

### In Österreich
im Burgenland:
- Steinbach (Gemeinde Pilgersdorf), Katastralgemeinde bzw. Steinbach im Burgenland, Ortschaft von Pilgersdorf, Bezirk Oberpullendorf
- Steinbach (Gemeinde Stegersbach), Ortsteil von Stegersbach, Bezirk Güssing

in Niederösterreich, Wien:
- Steinbach (Gemeinde Allentsteig), Katastralgemeinde von Allentsteig, Bezirk Zwettl
- Steinbach (Gemeinde Bad Großpertholz), Katastralgemeinde und Ortschaft von Bad Großpertholz, Bezirk Gmünd
- Steinbach (Gemeinde Behamberg), Rotte in der Katastralgemeinde Badhof, Behamberg, Bezirk Amstetten
- Steinbach (Gemeinde Brand-Nagelberg), Katastralgemeinde und Ortschaft von Brand-Nagelberg, Bezirk Gmünd
- Steinbach (Gemeinde Ernstbrunn), Katastralgemeinde und Ortschaft von Ernstbrunn, Bezirk Korneuburg
- Steinbach (Gemeinde Göstling), Ortsteil der Gemeinde Göstling an der Ybbs, Bezirk Scheibbs, Niederösterreich
- Steinbach (Gemeinde Marbach), Ortschaft der Gemeinde Marbach an der Donau, Bezirk Melk, Niederösterreich
- Steinbach (Gemeinde Mauerbach), in Wien Steinbachtal, Ortschaft von Mauerbach, Bezirk St. Pölten (ehemals Bezirk Wien-Umgebung) und Ortslage von Wien
- Steinbach (Gemeinde Pyhra), Ortschaft von Pyhra, Bezirk St. Pölten
- Steinbach (Gemeinde Raxendorf), Katastralgemeinde und Ortschaft von Raxendorf, Bezirk Melk
- Steinbach (Gemeinde Sankt Leonhard), Ortschaft von Sankt Leonhard am Forst, Bezirk Melk
- Steinbach (Gemeinde Waldegg), Ortsteil in der Gemeinde Waldegg, Bezirk Wiener Neustadt

in Oberösterreich:
- Steinbach (Gemeinde Alberndorf), Katastralgemeinde und Ortschaft von Alberndorf in der Riedmark, Bezirk Urfahr-Umgebung
- Steinbach (Gemeinde Mehrnbach), Ortschaft von Mehrnbach, Bezirk Ried im Innkreis
- Steinbach (Gemeinde Niederwaldkirchen), Ortschaft von Niederwaldkirchen, Bezirk Rohrbach
- Steinbach (Gemeinde Oberhofen), Ortschaft von Oberhofen am Irrsee, Bezirk Vöcklabruck
- Steinbach (Gemeinde Ostermiething), Ortschaft von Oberhofen am Irrsee, Bezirk Braunau
- Steinbach (Gemeinde St. Florian), Ortschaft von Sankt Florian am Inn, Bezirk Schärding
- Steinbach (Gemeinde Schörfling), Ortschaft von Schörfling am Attersee, Bezirk Vöcklabruck

im Land Salzburg:
- Steinbach (Gemeinde Bruck), Ortschaft von Bruck an der Großglocknerstraße, Bezirk Zell am See
- Steinbach (Gemeinde Flachau), Ort bei Flachau, Bezirk St. Johann im Pongau
- Steinbach (Gemeinde Nußdorf), Ortschaft von Nußdorf am Haunsberg, Bezirk Salzburg-Umgebung
- Steinbach bei Fuschl, Rotte in der Gemeinde Fuschl am See, Bezirk Salzburg-Umgebung

in der Steiermark:
- Steinbach (Gemeinde Bad Gleichenberg), Ortschaft von Bad Gleichenberg, Bezirk Südoststeiermark
- Steinbach (Gemeinde Gasen), Ortsteil von Gasen, Bezirk Weiz
- Steinbach (Gemeinde Gamlitz), Katastralgemeinde und Ortschaft von Gamlitz, Bezirk Leibnitz
- Steinbach (Gemeinde Kitzeck), Ortsteil von Kitzeck im Sausal, Bezirk Leibnitz, Steiermark
- Steinbach (Leibnitz), Stadtteil von Leibnitz, im Bezirk Leibnitz
- Steinbach (Gemeinde Sankt Stefan), Ortsteil von Sankt Stefan im Rosental, Bezirk Südoststeiermark

### In der Schweiz
- Belp-Steinbach, Ortsteil der Gemeinde Belp, bei Bern, im Kanton Bern
- Steinbach (Praden), Ortsteil der Gemeinde Praden, bei Chur, im Kanton Graubünden

### In Belgien
- Steinbach (Gouvy), Dorf in der Gemeinde Gouvy, Provinz Luxemburg, Wallonische Region
- Steinbach (Weismes), Dorf in der Gemeinde Weismes, Provinz Lüttich, Wallonische Region

### In Frankreich
- Steinbach (Moselle), Ortsteil der Gemeinde Le Val-de-Guéblange (deutsch Geblingen), Lothringen, Region Grand Est
- Steinbach (Saargemünd), Stadtteil von Saargemünd, Lothringen, Region Grand Est

### In Polen
- Steinbach, Kreis Angerburg, Ostpreußen, seit 1945: Kamienna Struga, Ort im Powiat Giżycki, Woiwodschaft Ermland-Masuren
- Steinbach, Kreis Habelschwerdt, Schlesien, seit 1945: Kamieńczyk (Międzylesie), Ort im Powiat Kłodzki, Woiwodschaft Niederschlesien
- Steinbach, Kreis Züllichau-Schwiebus, Brandenburg, seit 1945: Podła Góra, Ort im Powiat Świebodziński, Woiwodschaft Lebus